# Capperia
Capperia is een geslacht van vlinders uit de familie van de vedermotten (Pterophoridae).
De typesoort van het geslacht is Oxyptilus britanniodactylus Gregson, 1869

## Soorten
- Capperia bonneaui Bigot, 1987
- Capperia britanniodactylus (Gregson, 1867) - Salievedermot
  - = Oxyptilus britanniodactylus Gregson, 1867
  - = Pterophorus teucrii Jordan, 1869
- Capperia celeusi (Frey, 1886)
  - = Oxyptilus celeusi Frey, 1886
  - = Oxyptilus intercisus Meyrick, 1930
- Capperia evansi (McDunnough, 1923)
  - = Pterophorus evansi McDunnough, 1923
- Capperia fusca (Hofmann, 1898)
  - = Oxyptilus leonuri var. fusca Hofmann, 1898
- Capperia hellenica Adamczewski, 1951
- Capperia loranus (Fuchs, 1895)
  - = Oxyptilus loranus Fuchs, 1895
  - = Capperia sequanensis Gibeaux, 1990
- Capperia maratonica Adamczewski, 1951
- Capperia marginellus (Zeller, 1847)
  - = Pterophorus marginellus Zeller, 1847
- Capperia ningoris (Walsingham, 1880)
  - = Oxyptilus ningoris Walsingham, 1880
  - = Oxyptilus bernardinus Grinnell, 1908
- Capperia polonica Adamczewski, 1951
- Capperia raptor (Meyrick, 1908)
  - = Oxyptilus raptor Meyrick, 1908
- Capperia taurica Zagulajev, 1986
- Capperia trichodactyla (Denis & Schiffermüller, 1775)
  - = Alucita trichodactyla Denis & Schiffermüller, 1775
  - = Oxyptilus leonuri Stange, 1882
  - = Oxyptilus affinis Müller-Rutz, 1934
- Capperia zelleri Adamczewski, 1951

## Soorten II
- C. belutschistanella Amsel, 1959
- C. fletcheri Adamczewski, 1951
- C. geodactylus Fuchs, 1903
- C. irkutica Arenberger, 1989
- C. lorana Fuchs, 1895
- C. morogoroa Gielis, 2011
- C. salanga Arenberger, 1995
- C. washbourni Adamczewski, 1951